# Зал славы Агентства национальной безопасности

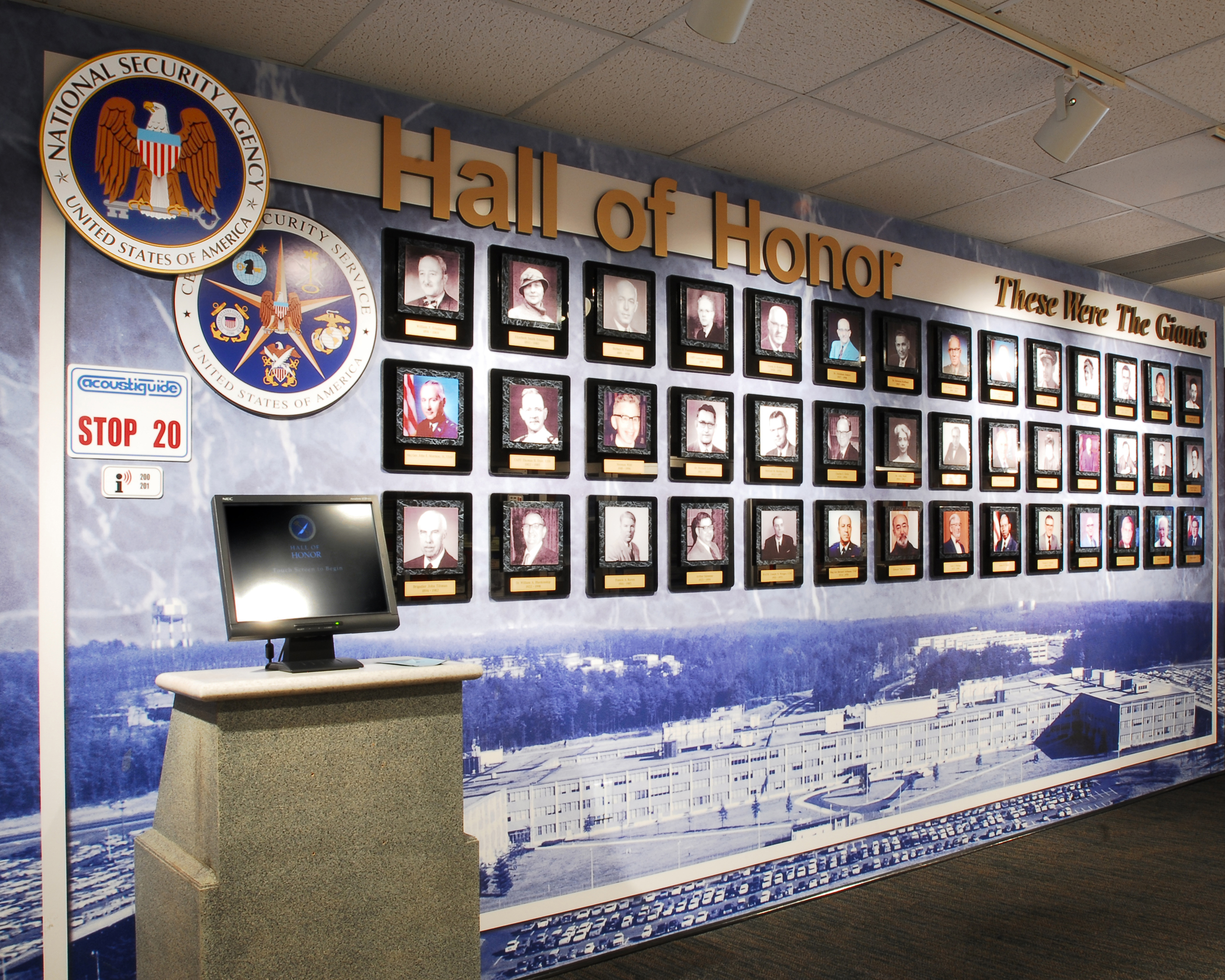
Стена в Зале славы АНБ

Зал славы Агентства национальной безопасности (англ. NSA Hall of Honor) — мемориальный зал Национального музея криптографии США, расположенного близ штаб-квартиры АНБ в Форт-Миде, штат Мэриленд. Создан в 1999 для увековечения памяти людей, которые внесли выдающийся вклад в развитие криптографии.
Ежегодно по представлению Фонда Национального музея криптографии в Зале Славы производится увековечение новых имён.

## Увековеченные в Зале славы АНБ
| 1999 год - Генерал-лейтенант Ральф Канин - Кульбак, Соломон - Синков, Абрахам - Роулетт, Фрэнк - Капитан Саффорд, Лоренс - Ярдли, Герберт - Фридман, Элизабет - Фридман, Уильям Фредерик | 2000 год - Дрискол, Агнес - Капитан Рочфорт, Джозеф - Торделла, Луис | 2001 год - Генерал-майор Джон Моррисон - Джефф, Сидни - Дойл, Мелон - Барлоу, Говард | 2002 год - Капитан Дайер, Томас - Уилд, Норман - Лейблер, Ричард - Мэтьюс, Митфорд - Тевис, Чарльз - Уорд, Джулия |

| 2003 год - Калимахос, Ламброс - Фрейзер, Лоуэлл - Муди, Хуанита - Розенблюм, Говард | 2004 год - Блум, Дороти - Чайлз, Джеймс - Гарднер, Мередит - Бригадный генерал Титлман, Джон | 2005 год - Контр-адмирал Венгер, Джозеф - Бленкиншип, Уильям - Салем, Артур - Рейвен, Френсис | 2006 год - Бригадный генерал Ардисана, Бернард - Эверетт, Эдвард - Филиппс, Сесиль - Прайд, Джеймс - Тремен, Томас |

| 2007 год - Гурин, Джекоб - Херманн, Роберт - Снайдер, Самуэль - Заслоу, Милтон | 2008 год - Контр-адмирал Шоуэрс, Дональд - Кирби, Оливер - Генерал Грей, Альфред - Ганди, Чарльз - Буффман, Бенсон | 2009 год - Дей, Ричард - Кеннеди, Минни - Генерал-майор Ларсон, Дойл - Левенсон, Артур | 2010 год - Амато, Джозеф - Боэк, Дэвид - Фейнштейн, Женевьева - Розен, Лео |

| 2011 год - Коффи, Уильям - Деш, Джозеф - Полковник Хитт, Партер - Холмс, Лаура |